# Stefano Mossettaz

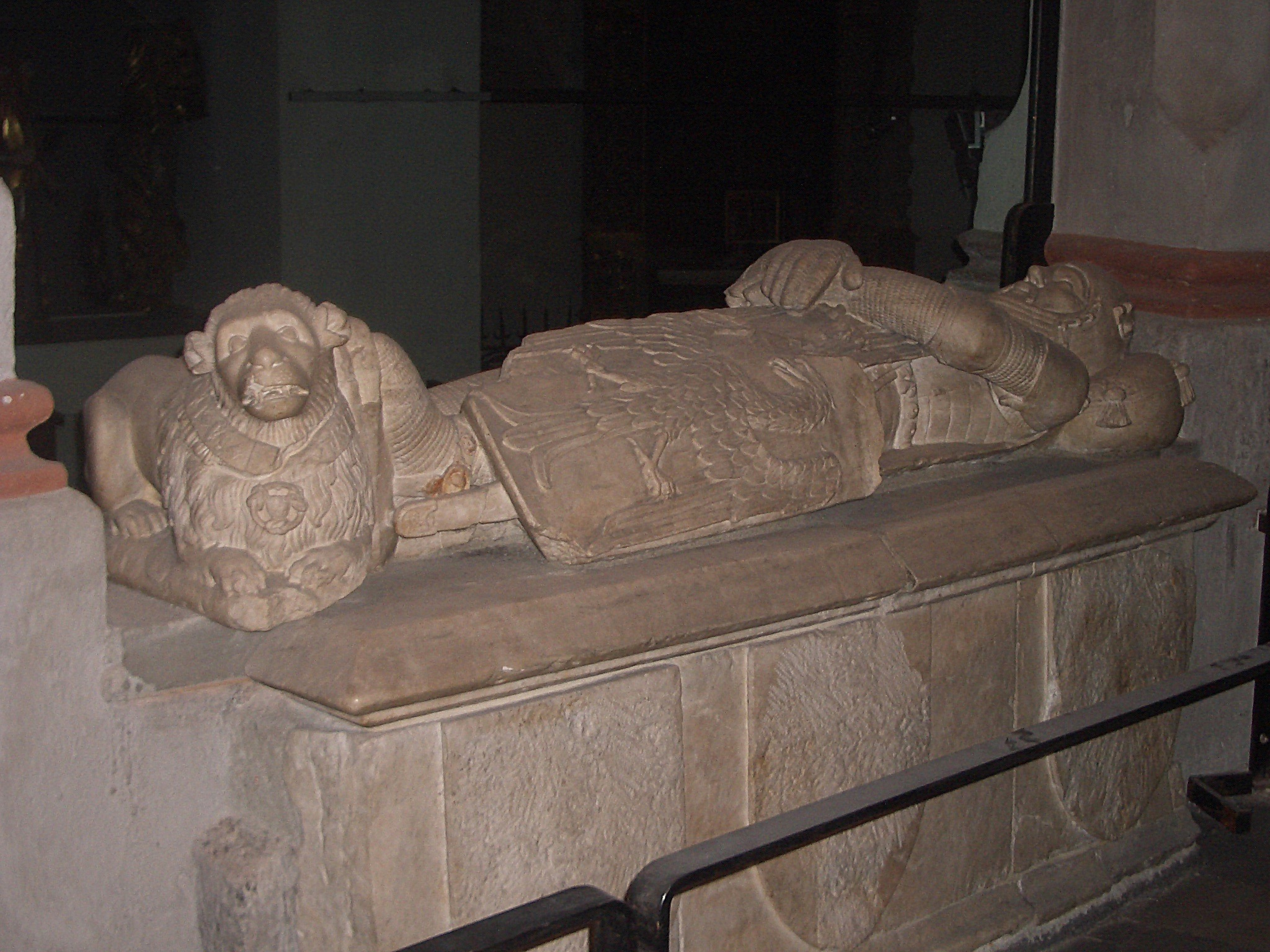
Monumento sepolcrale di Tommaso II di Savoia

Stefano (Étienne) Mossettaz (... – 1448-1450) è stato uno scultore e architetto italiano, attivo in Aosta a partire da una data anteriore al 1414 sino all'anno della sua morte avvenuta tra il 1448 ed il 1450.

## Vita e profilo artistico
Sul primo periodo della vita di questo importante e raffinato scultore, che segnò per diversi decenni il panorama dell'arte figurativa in terra valdostana, nulla si conosce. Si ignorano l'anno ed il luogo della sua nascita, e gli ambiti del suo apprendistato artistico. Diversi documenti aostani lo dicono però "factor ymaginum de Mediolano" certificando quanto meno una sua provenienza lombarda. Si ritiene, su base stilistica, che egli sia cresciuto assimilando il linguaggio del gotico internazionale di marca franco – fiamminga, mostrandosi  aggiornato sulle novità delle corti parigina e del Berry.

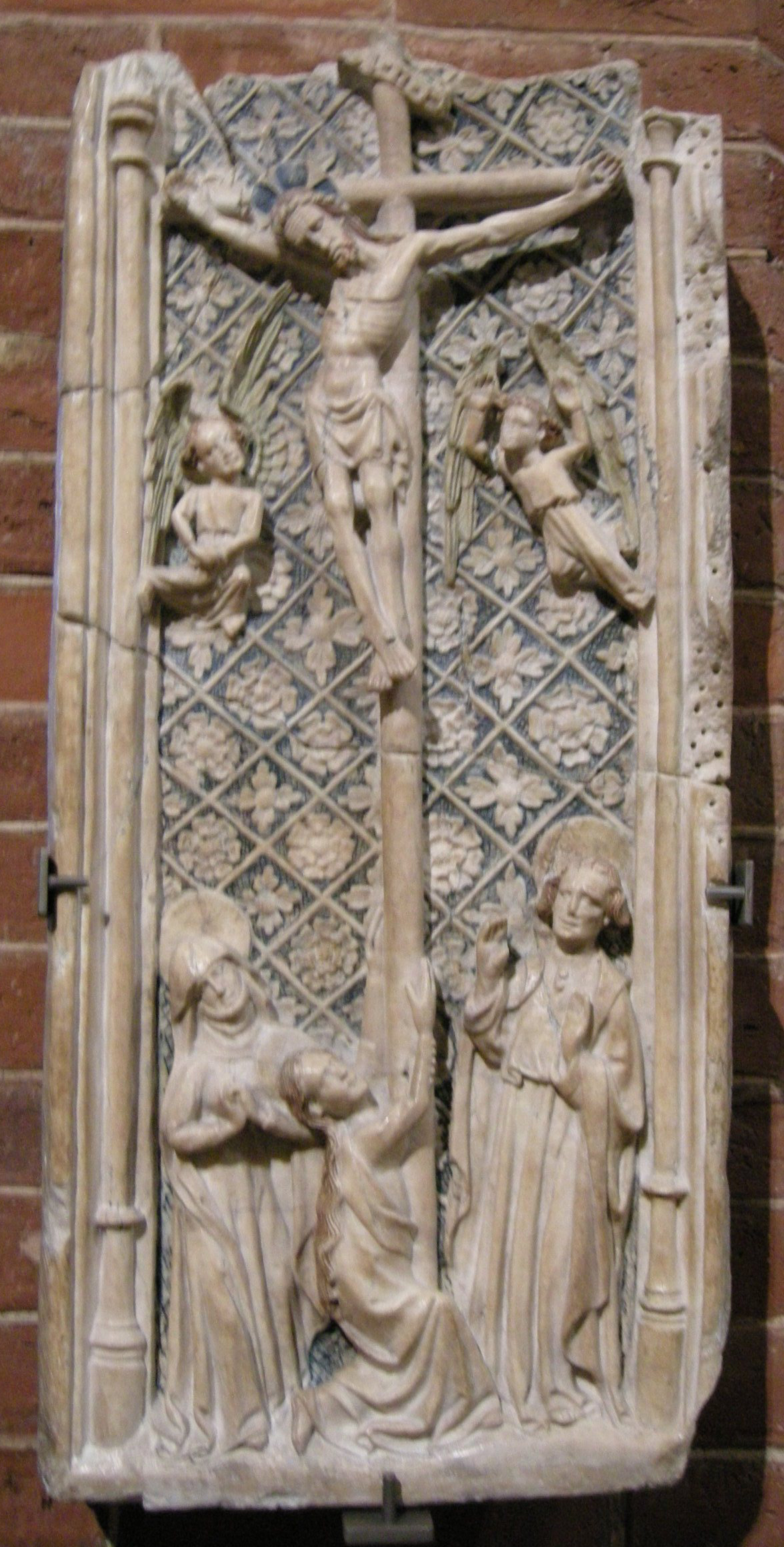
Crocifissione, alabastro gessoso, cm 71x32x10, 1418-20 ca., Torino, Museo Civico d'Arte Antica

Le prime notizie documentate lo dicono ad Aosta nel 1414, intento a sposarsi con la vedova di un sarto. Nel 1420 doveva già aver raggiunto una notevole reputazione artistica visto che, in quell'anno, il vescovo di Aosta, Oger Moriset, gli diede l'incarico di costruire, nella cattedrale di Aosta, una cappella destinata a contenere il suo monumento funerario. Di tale opera sono sopravvissuti il gisant raffigurante l'illustre prelato con un leone accovacciato ai suoi piedi ed un rilievo con la figura dell'Agnello Mistico, conservati nel Museo del tesoro della cattedrale di Aosta 

Appartiene a questo primo periodo aostano anche un rilievo, realizzato su lastra in alabastro gessoso, raffigurante una suggestiva Crocefissione: l'opera, conservata presso il Museo Civico d'Arte Antica di Torino, evidenzia il debito stilistico di Mossettaz nei confronti del linguaggio artistico delle corti franco-fiamminghe. 
A giudicare dalle fonti antiche il suo capolavoro dovette essere il lavoro svolto nella cattedrale di Aosta tra il 1429 e il 1434 per realizzare la tomba del conte Francesco di Challant e un grande soffitto ligneo decorato (purtroppo perduto) che i documenti d'epoca definiscono "magnificum opus valde sumptuosum", sul coro della stessa cattedrale.

Sua è, con tutta probabilità, la tomba di Tommaso II di Savoia, posta nel presbiterio della cattedrale di Aosta, monumento sepolcrale che si ritiene possa essergli stato commissionato - in omaggio al suo antenato morto ad Aosta nel 1259 e sepolto in cattedrale - da Amedeo VIII di Savoia di cui è documentato il passaggio in città nel 1430.
Stefano godette dunque di grande stima presso la casata degli Challant, la più potente famiglia nobiliare presente in Valle d'Aosta, e poi anche presso i Savoia, assumendo un ruolo di primo piano nell'ambito artistico nelle Alpi Occidentali.  A partire dal 1435 egli viene citato nei documenti come "magister ymaginum et operum", appellativo che lo qualifica non solo come scultore, ma anche come architetto ed ingegnere. Nel ruolo di "magister operum domini in Valle Augusta" sono documentati suoi interventi ai castelli di Bard, Cly, Quart, Saint-Germain e alla torre dei balivi di Aosta.
Tra le opere scultoree documentate deve ricordarsi anche una seconda tomba a Oger Moriset, realizzata, con ampi interventi della sua bottega, tra il 1440 ed il 1443, per la cattedrale di Saint-Jean-de-Maurienne, dove il prelato era stato trasferito. 

Appartengono anche a quel decennio –  attribuitigli con interventi di bottega – un rilievo con Santa Caterina d'Alessandria (Aosta, Accademia di Sant'Anselmo) ed il rilievo con un Cristo in Pietà (Aosta, Museo del tesoro della cattedrale).
La florida situazione raggiunta dalla sua bottega, unita alla assenza di innovazioni artistiche con le quali confrontarsi, non stimolarono un rinnovamento della sua maniera artistica che rimase sempre fedele al suo primo linguaggio, connotato da "voluni compatti ed essenziali".. Dopo la sua morte i suoi due figli, entrambi di nome Giovanni, e il nipote Stefano, vissero ad Aosta fino alla fine del XV secolo. Non si sono però fin qui trovati documenti che testimonino una loro eventuale attività nel settore artistico o edilizio.

## Opere
- Gisant del Vescovo Oger Moriset e rilievo con Anello Mistico, alabastro gessoso, 1420-22, Aosta, Museo del tesoro della cattedrale
- Tomba di Tommaso II di Savoia, (attribuito) 1430 ca., Aosta, Cattedrale
- Frammenti della Tomba di Francesco di Challant, alabastro gessoso, 1429-34, Aosta, Museo del tesoro della cattedrale
- Rilievo raffigurante Cristo in Pietà, (interventi di bottega), marmo con tracce di policromia, ca 1440, Aosta, Museo del tesoro della cattedrale
- Statuetta di San Giacomo Maggiore, alabastro gessoso, cm.65x15x14, 1430 ca., Aosta, Museo del tesoro della cattedrale
- Statuetta di Chierico orante, alabastro gessoso con tracce di policromia, cm. 49x16x12,5, 1420-22,  Aosta, Museo del tesoro della collegiata di Sant'Orso
- Rilievo con Santa Caterina d'Alessandria, (interventi di bottega), alabastro gessoso con tracce di policromia, 1440 ca, Aosta, Accademia di Sant'Anselmo
- Madonna col Bambino, alabastro gessoso, cm. 92x30x18,  1420-22, Arvier, Chiesa parrocchiale di San Sulpizio,
- Rilievo raffigurante la Crocifissione, alabastro gessoso con tracce di policromia, cm 71x32x10, 1418-20 ca., Torino, Museo Civico d'Arte Antica
- Madonna col Bambino, marmo bianco, alabastro gessoso, cm  113x46x 30, 1435 ca., Torino, Museo Civico d'Arte Antica
- Tomba a Oger Moriset, 1440-1443,  Saint-Jean-de-Maurienne, Cathédrale Saint-Jean-Baptiste